# Пушица Шейхцера
Пушица Шейхцера (лат. Eriophorum scheuchzeri) — многолетнее травянистое растение, вид рода Пушица (Eriophorum) семейства Осоковые (Cyperaceae). Вид назван в честь швейцарского естествоиспытателя Иоганна Якова Шейхцера (1672—1733).

## Ботаническое описание
Многолетнее травянистое растение с ползучим корневищем. Листья узколинейные. Стебли одиночные, толстые, прямые, цилиндрические, 8—30 см высотой.
Колосок обратнояйцевидный. Пуховка густая, шаровидная. Кроющие чешуи серые. Щетинки белые или желтоватые. Пыльники узкоэллиптические, 0,5—1,5 мм длиной.
Плоды — продолговатые коричневые орешки длиной около 2 мм и шириной 0,5 мм.

## Значение и применение
Поедается северным оленем (Rangifer tarandus) весной и ранним летом в молодом состоянии.

## Синонимика
- Eriophorum altaicum Meinsh. (1901)
- Eriophorum capitatum Host (1801)
- Eriophorum leucocephalum Boeckeler (1858)
- Eriophorum scheuchzeri subsp. altaicum (Meinsh.) N.V.Bondareva (1990) — Пушица алтайская
- Eriophorum scheuchzeri subsp. arcticum M.S.Novos. (1994)
- Eriophorum sphaerocephalum Wulfen (1858)
- Plumaria scheuchzeri (Hoppe) Bubani (1902)
- Scirpus leucocephalus (Boeckeler) T.Koyama (1958)
- Scirpus scheuchzeri Hartmann (1767)
- Scirpus scheuchzeri (Hoppe) Vitman (1789), nom. illeg.

## Пушица Шейхцера на почтовых марках
В 1989 году в Гренландии в серии «Растения острова» была выпущена почтовая марка с изображением пушицы Шейхцера.